# Кубанские татары
Кубанские татары (также кубанские ногайцы, кубанцы, ногайские татары) — старорусский экзоэтноним XVI—XVIII веков, применялся в документах Русского государства и, вероятно, среди русскоязычного населения Северного Кавказа, по отношению к ногайцам, так называемой, Малой орды (старорусск. Малые Нагаи/Ногаи, Кубанская Орда, Казыев/Козыевский Улус). 
Вероятно, в русских источниках этим именем могли называться и некоторые другие тюркские народности, которые могли кочевать в этот период на Кубани. В ряде маргинальных исторических исследований XX—XXI веков авторы спекулируют трактовкой экзоэтнонима «кубанские татары» в пользу своих псевдонаучных теорий.

## Использование
Экзоэтноним использовался в документах Русского государства и Российской империи; примером может служить выдержка из письма российской императрицы Екатерины II французскому философу-просветителю Вольтеру:
Действительно черкесы-горцы присягнули мне в верности. Это те, которые населяют страну, называемую Кабардой, что произошло вследствие победы, одержанной нашими калмыками, при поддержке регулярных войск, над кубанскими татарами — подданными Мустафы, живущими в стране, пересекаемой рекою Кубанью по ту сторону Дона.письмо от 22 сентября 1769 г.
Наименование «кубанские татары» употреблялось и в различных словарях, например в статьях Энциклопедического словаря Брокгауза и Ефрона — «Белградский мир», «Кучук-Кайнарджа», «Петровск, уездный город Саратовской губернии», «Турецкие войны России» и других. Также его можно встретить на географических картах тех времён, — в частности, на карте Чёрного моря 1699—1700 годов, составленной с учётом съёмки и промера, произведённых русским военным кораблём «Крепость»; на рукописной карте Азовского моря 1702 года, съёмка и промер которой производились с участием первого российского императора Петра I.

## Трактовка
Толкование экзоэтнонима, как «малые ногайцы», встречается у большинства исследователей, например, его даёт российский государственный деятель и историк 2-й пол. XVIII — 1-й пол. XIX веков П. Г. Бутков: «…кубанских же Татар, называемые малый Нагай…» и «Между тем 4 улуса кубанских Татар называемых малый Нагай с их начальниками…». Ещё одним свидетельством сопоставления «кубанских татар» с Малой ногайской ордой, может служить географическая карта Османской империи, изданная в Амстердаме в 1732 году (переиздана в 1740 году). Она была одной из первых карт на европейском языке, созданных на основе турецких карт (картограф Абу Бакр ибн Брахама). На ней в регионе Кубани, где на российских картах того времени отмечены «кубанские татары», использовано более точное наименование — «Nogai Tatar Vil».

## Маргинальные теории
В псевдонаучной работе А. Т. Фоменко и Г. В. Носовского «Новая хронология Руси» этноним «кубанские татары» приравнивается к кубанским казакам, которые, якобы, издревле жили на Кубани. Авторы повторяют теорию, которую развивал в своё время историк казачества Е. Г. Савельев, считая, что кубанские черкасы — то есть казаки, жили в низовьях Кубани c периода средневековья. В издании 2013 года «Древней истории казачества» Е. Г. Савельева, как и в «Новой хронологии Руси» А. Т. Фоменко и Г. В. Носовского, приводятся карты петровских времён, где этноним «кубанские татары» трактуется как кубанские черкасы/казаки.
Однако, несмотря на существования казачьих поселений на Кубани до начала официальной колонизации этого региона Россией (например некрасовцев), освоение земель здесь начали казаки, изначально называвшиеся не «кубанскими», а «черноморскими» и процесс заселения казаков, положивший начало Кубанскому казачьему войску, начался только в 1792 году.